# Apogonia encausta
Apogonia encausta är en skalbaggsart som beskrevs av Hermann Julius Kolbe 1899. Apogonia encausta ingår i släktet Apogonia och familjen Melolonthidae. Inga underarter finns listade i Catalogue of Life.